# Base de Apoyo Logístico Neuquén
La Base de Apoyo Logístico «Neuquén» (BAL Neuquén) es una unidad de logística del Ejército Argentino dependiente de la VI Brigada de Montaña, 2.ª División de Ejército. Tiene su sede en Zapala, provincia del Neuquén.

## Historia
En 1946 fue creada la Estación de Descarga «Zapala», que luego fue integrada en el Grupo de Abastecimiento 30 Ton «Zapala». En 1952 recibió el nombre de Columnas de Abastecimiento del Destacamento de Montaña 7 y en febrero de 1956 pasó a depender del Comando de la Agrupación de Montaña «Neuquén» con el nombre de Grupo de Columna de Abastecimiento Motorizado «Zapala». Posteriormente agregó una sección de Trabajadores y la Compañía de Transporte de la VIta Div I M.
En noviembre de 1964 se creó el Batallón Logístico de Montaña 6, que incorporó a la Enfermería de la Guarnición Zapala, a la Compañía de Transporte, a los Depósitos de Subsistencias y al Taller de Mantenimiento «Neuquén». El  nuevo batallón se organizó con una Compañía Arsenales, una Compañía Transporte, una Compañía Sanidad y una Compañía Intendencia. Su primer jefe fue el teniente coronel Oscar Bartolomé Gallino.
En 1991 el Batallón adquirió el nombre Base de Apoyo Logístico «Neuquén».